# Iona Emmanuilovich Yakir
Iona Emmanuilovich Yakir (tiếng Nga: Иона Эммануилович Якир; ngày 3 tháng 8 năm 1896 - 12 tháng 6 năm 1937) là một chỉ huy Hồng quân và là một trong những nhà cải cách quân sự lớn trên thế giới giữa Thế chiến thứ nhất và Thế chiến thứ hai. Ông là một nạn nhân quân sự đầu tiên và lớn của Đại thanh trừng, cùng với Mikhail Tukhachevsky. Ông được phục hồi danh dự vào năm 1957 bởi Nikita Khrushchev.

## Những năm đầu
Yakir được sinh ra ở Kishinev, Bessarabia, Đế quốc Nga, trong gia đình của một dược sĩ Do Thái giàu có. Ông tốt nghiệp trường trung học địa phương năm 1914. Bởi vì các hạn chế của chính phủ về giáo dục với người Do Thái, Yakir đã học tại Đại học Basel ở Thụy Sĩ, chuyên ngành hóa học.
Trong Thế Chiến thứ Nhất, ông trở về Đế quốc Nga và làm việc trong một nhà máy quân sự ở Odessa, Ukraine. Từ 1915 đến 1917, ông đã làm việc tại Viện Công nghệ Kharkiv. Ông bị ảnh hưởng bởi chiến tranh và trở thành một tín đồ của Vladimir Lenin. Năm 1917, ông trở về Kishinev và tháng 4 trở thành thành viên của đảng Bolshevik. Ông cũng trở thành một thành viên của Hội đồng Quản lý Bessarabia, Ủy ban của Chính phủ và Ủy ban Cách mạng. Từ tháng 1 năm 1918, ông tham gia tích cực trong vụ bắt giữ các thành viên Bolshevik đối lập ở Bessarabia. Khi România can thiệp để chiếm lại Bessarabia, Yakir đã phản kháng nhưng lực lượng nhỏ của ông đã bị quân đội Rumani đánh bại.

## Trong nội chiến
Yakir rút lui sang Ukraina và chiến đấu chống lại lực lượng chiếm đóng Áo-Hung với vai trò chỉ huy một trung đoàn của Hồng quân. Ông bị thương nặng vào tháng 3 năm 1918 gần Ekaterinoslav. Vào đầu cuộc Nội chiến Nga giữa các lực lượng Hồng quân, Bạch vệ và nhiều phong trào chống Bolshevik khác, Yakir là thành viên của Đảng Bolshevik ở tỉnh Voronezh và bắt đầu phục vụ trong Hồng quân với tư cách là một ủy viên. Ông đã cho thấy tài năng quân sự và được chỉ định làm chỉ huy.
Vào tháng 10 năm 1918, ông là một thành viên của Hội đồng Cách mạng của Quân đội số 8 ở Mặt trận phía Nam và đồng thời chỉ huy Mặt trận miền Nam với các hoạt động chống lại lực lượng Cossack sông Don của Pyotr Krasnov. Ông đã thực hiện lệnh đàn áp của Lenin chống lại các thường dân Cossack và tiêu diệt gần một nửa dân số đàn ông Cossack. Đối với các chiến công của mình, ông trở thành người thứ hai (sau Vasily Blyukher) nhận được giải thưởng quân sự cao nhất của Liên Xô thời đó, Huân chương Cờ đỏ.
Vào mùa hè năm 1919, Yakir được phái đến Ukraina để chỉ huy Sư đoàn 45, vào tháng 8 năm 1919, ông trở thành tư lệnh của Quân đoàn 12, bao gồm Sư đoàn 45 và Sư đoàn 58. Cả hai sư đoàn bị bao vây ở Odessa bởi quân Bạch vệ. Yakir đã tiến hành một trong những hoạt động quân sự nổi bật nhất trong nội chiến. Ông đã phá vỡ vòng vây và dẫn các lực lượng của mình vòng qua phía sau đối phương khoảng 400 kilômét để hội quân với Hồng quân ở Zhitomir. Giống như các chỉ huy Bolshevik khác không được giáo dục quân sự, ông đã được các cựu sĩ quan quân đội hỗ trợ trong hoạt động này nhưng thực tế này không phủ nhận vai trò của chính ông trong việc lập kế hoạch và dẫn đầu chiến dịch. Đối với chiến dịch này, ông đã nhận được Huân chương Cờ đỏ thứ hai. Yakir đã tham gia vào các hành động chống lại các lực lượng bạch vệ của Nikolai Yudenich để bảo vệ Petrograd, tham gia đàn áp lực lượng du kích vô chính phủ Ucraina của Nestor Makhno, và trong cuộc chiến Ba Lan-Xô viết. Ông được trao Huân chương Cờ đỏ ba lần (hai lần vào năm 1919 và một lần vào năm 1930), và ông trở thành một trong những chỉ huy Hồng quân được trao huân chương nhiều nhất.

## Cải cách quân đội
Sau chiến tranh, Yakir chỉ huy các đội quân ở Ukraina. Yakir là một cộng sự thân cận của Mikhail Frunze và thuộc nhóm các sĩ quan đã giúp Frunze bắt đầu công cuộc cải cách quân sự. Trong số những nhà cải cách này là Mikhail Tukhachevsky, người đã trở thành bạn của Yakir. Vào tháng 4 năm 1924 Yakir được bổ nhiệm làm người đứng đầu Ban giám đốc chính của Học viện Quân sự Hồng quân và đồng thời là biên tập của một tạp chí quân sự lớn chuyên về phát triển lý thuyết quân sự, Voenny Vestnik (Военный Вестник).
Vào tháng 11 năm 1925, sau cái chết của Frunze, Yakir được bổ nhiệm làm chỉ huy Hồng quân tại Quân khu Ucraina. Yakir phối hợp chặt chẽ với Tukhachevsky và các nhà cải cách khác, biến đơn vị của ông thành một phòng thí nghiệm rộng rãi về chiến lược, chiến thuật và kỹ thuật vận hành, hình thành quân đội và trang thiết bị. Trong việc huấn luyện quân đội của mình, Yakir khuyến khích sáng kiến của cán bộ và khả năng đưa ra phán đoán của riêng mình. Năm 1928 và 1929, Yakir học tại Học viện Quân sự cấp cao ở Berlin (vì sự hợp tác quân sự chuyên sâu giữa Liên Xô và Đức). Cách tiếp cận sáng tạo của Yakir đối với nghệ thuật quân sự gây ấn tượng với các đồng nghiệp Đức. Paul von Hindenburg, ca ngợi ông là một trong những chỉ huy quân sự tài năng nhất của thời kỳ sau Thế chiến thứ nhất. Theo yêu cầu lặp đi lặp lại từ các sĩ quan Đức, Yakir đã đưa ra những bài giảng đặc biệt quân sự trong cuộc Nội chiến Nga.
Sau khi trở về đơn vị của mình, Yakir tiếp tục các hoạt động cải cách quân sự. Ông là một trong những người sáng tạo ra xe tăng và lực lượng không quân lớn đầu tiên trên thế giới. Không phải là một nhà lý thuyết quân sự theo đúng nghĩa, Yakir ủng hộ mạnh mẽ nỗ lực của Tukhachevsky trong việc phát triển lý thuyết về các hoạt động sâu. Các nhà sử học quân sự trên toàn thế giới vẫn coi lý thuyết này là một sự đổi mới lý thuyết xuất sắc.
Năm 1934, Yakir yêu cầu Tukhachevsky được chỉ định thực hiện các khóa học nâng cao về lý thuyết vận hành cho các sĩ quan cao cấp của Tổng Tham mưu Quân đội và các chỉ huy quân sự. Ông đã làm điều đó mặc dù ông biết Iosif Stalin không thích Tukhachevsky. Stalin đã chỉ thị cho Kliment Voroshilov, Ủy viên nhân dân Quốc phòng, khai trừ Yakir khỏi Hội đồng Tư vấn có uy tín của Ủy ban Quốc phòng. Năm 1935, để làm giảm sức mạnh của Yakir, Quân khu Ukraina được chia thành hai: Kiev (dưới quyền chỉ huy của Yakir) và Kharkov.
Vào tháng 9 năm 1935, Yakir tiến hành các cuộc diễn tập quân sự lớn tại Kiev, với các lực lượng của quân khu Kiev và Kharkov. Sự kiện này dẫn đến một số bài viết trên trang bìa của tạp chí chính thức của Xô viết Tối cao. Mục đích chính của những thao tác này là kiểm tra lý thuyết về các hoạt động chuyên sâu và công nghệ mới nhất. Tổng cộng có 65.000 binh sĩ, bao gồm 1.888 lính dù, 1.200 xe tăng và 600 máy bay tham gia vào các cuộc diễn tập này. Đây là những cuộc diễn tập đầu tiên trên thế giới sử dụng các hoạt động kết hợp của xe tăng, lực lượng không quân và các đơn vị trên không. Các đại diện của các đội quân lớn trên thế giới đã tham dự các cuộc diễn tập. Tổng thống Pháp Lucien Loizeau đã đưa ra những nhận xét đáng khen về mặt kỹ thuật và đạo đức của Hồng quân.
Các chỉ huy của Wehrmacht đã sao chép các sáng kiến của Liên Xô để chuẩn bị cho Thế chiến thứ hai. Cuộc cải cách bắt đầu bởi Frunze, và tiếp tục bởi Yakir, Tukhachevsky và nhiều chỉ huy khác, khiến Hồng quân trở thành một trong những đội quân tiên tiến nhất trên thế giới. Trong những năm này, Yakir thường xuyên giảng bài tại Học viện Hồng quân, thông báo cho sinh viên về những phát triển mới nhất trong các vấn đề quân sự; sinh viên của ông coi ông là một diễn giả và người thầy xuất sắc. Năm 1935, ông được thăng cấp Tư lệnh Tập đoàn quân bậc 1, cấp bậc quân sự cao thứ hai ở Liên Xô vào thời điểm đó, chỉ sau Nguyên soái Liên Xô.

## Sự tham gia chính trị
Stalin đã củng cố quyền lực của mình trên toàn quốc, đã chấp thuận sự ủng hộ của Yakir năm 1925. Tuy nhiên, Stalin không tin tưởng Yakir một cách đầy đủ và chỉ thị đồng minh chính trị Lazar Kaganovich báo cáo về các hoạt động của Yakir. Yakir đã tích cực tham gia vào chính trị nội bộ. Ông là thành viên của Ủy ban Trung ương Đảng tại Moskva và là thành viên của Bộ Chính trị của Đảng Cộng sản Ukraina. Trong khi khéo léo và độc lập tư duy của mình với tư cách là một chỉ huy quân sự, trong chính trị, ông là một đảng viên trung thành và ủng hộ Stalin. Là một đảng viên, ông thiếu thế lực và tư duy độc lập để thách thức Stalin.
Sự phục tùng mù quáng với Stalin cũng không giúp Yakir tránh khỏi sụ nghi kị của Stalin. Stalin sẽ không cho phép các chỉ huy quân sự của mình có bất kỳ suy nghĩ độc lập nào - Stalin nhận thức được nguy cơ của một cuộc đảo chính. Bắt đầu với Đại thanh trừng năm 1936, Bộ Dân ủy Nội vụ đã bắt giữ nhiều cộng sự và cấp dưới của Yakir. Yakir là một trong số ít các chỉ huy hàng đầu của Liên Xô, đã kháng cáo với Stalin, thậm chí đã tới Moskva và cố gắng thuyết phục Voroshilov đích thân tuyên bố sự vô tội của những sĩ quan này. Tuy nhiên, kháng cáo của Yakir (và các phản ứng khác của ông) là một dấu hiệu rõ ràng về sự không đồng thuận của ông với các cuộc thanh trừng đang diễn ra khiến Stalin ngày càng xa lánh Yakir hơn nữa.

## Bắt giữ, xét xử và mất
Vào ngày 10 và 11 tháng 5 năm 1937, Hồng quân đã bị lay động bởi một số thay đổi lớn. Nguyên soái Tukhachevsky bị giáng chức vụ Phó ủy viên nhân dân Quốc phòng (tương đương Thứ trưởng Quốc phòng) và được cử đến chỉ huy Quân khu Volga vốn ít có tầm quan trọng về quân sự. Đồng thời Yakir cũng được chuyển công tác từ Kiev đến Leningrad. Không giống như Tukhachevsky, nó không phải là một sự hạ cấp rõ ràng. Tukhachevsky đã bị bắt trên đường đến đơn vị vào ngày 22 tháng 5. Khi nghe tin tức này, Yakir đang tham dự một hội nghị tại Quân khu Kiev. Tâm trạng của Yakir thay đổi đáng kể sau đó (bình thường Yakir rất vui vẻ, thân thiện)
Vào ngày 31 tháng 5 năm 1937, Bộ Dân ủy Nội vụ đã bắt Yakir và đưa ông đến nhà tù Lubyanka ở Moskva. Ông và bảy chỉ huy quân sự lớn khác (Robert Eideman, Boris Feldman, Avgust Kork, Vitaly Primakov, Vitovt Putna, Mikhail Tukhachevsky và Ieronim Uborevich) bị cáo buộc là thành viên của Tổ chức quân sự chống Liên Xô theo Chủ nghĩa Trotsky và là gián điệp của Đức Quốc Xã. Ngoại trừ Boris Feldman, tất cả đều bị tra tấn dã man. Yakir duy trì sự vô tội của mình, và trung thành với Stalin. Tại phiên tòa mặc dù ông thường thừa nhận tham gia vào một âm mưu, nhưng ông từ chối tội danh là một điệp viên nước ngoài.
Yakir và bảy chỉ huy khác đã bị hành quyết tại Matxcơva,ngay sau phiên tòa vào lúc bình minh ngày 12 tháng 6 năm 1937, Người thực hiện hành quyết của họ là Vasily Blokhin, người thi hành án chính của Bộ Dân ủy Nội vụ. Thi thể được hỏa táng tại chỗ, và đống tro tàn được ném vào một ngôi mộ lớn tại Nghĩa trang Donskoye. Các thành viên của gia đình Yakir đã bị xử tử ngay lập tức, như em trai của ông, Moris Emmanuilovich (1902–1937), hoặc gửi đến trại lao động Gulag: Em gái của Yakir, Isabella Emmanuilovna (1900–1986) phục vụ ở đó 10 năm trong khi vợ ông, Sarra Lazarevna (1900–1971) và đứa con trai 14 tuổi của ông, Pyotr Ionovich (1923–1982), đã trải qua gần 20 năm ở đó. Các tác phẩm quân sự của Yakir bị cấm.

## Di sản
Đánh giá về Yakir có nhiều nhận định trái chiều. Là một chỉ huy nội chiến trẻ tuổi, Yakir mặc dù đã sử dụng vũ lực và bạo lực quá mức (súng phun lửa, súng máy) chống lại các thành viên dân sự, đàn áp người Cossack trong nội chiến. Sau đó, trong những năm tập thể hóa nông nghiệp, Yakir bị cáo buộc tiến hành trừng phạt chống lại những người nông dân. Có nhiều ý kiến cho rằng Yakir phải chịu trách nhiệm về nạn đói lớn ở Ukraina giữa năm 1932 và 1933.
Nhưng với tư cách là một nhà cải cách quân sự, Yakir đã dành được những thành tựu đáng chú ý. Ông đã tiến hành công tác cải cách Hồng quân cho đến khi ông mất. Vào ngày 10 tháng 6 năm 1937, chỉ 2 ngày trước khi phán quyết, Yakir đã viết một lá thư cho Nikolay Yezhov, người đứng đầu Bộ Dân ủy Nội vụ, về những ý kiến của ông và những nhiệm vụ quan trọng trong lĩnh vực quân sự. Sau khi ông qua đời, Đại thanh trừng của Stalin đã quét sạch số lượng lớn các sĩ quan phục vụ dưới quyền ông. Nhiều thành tựu của Yakir, bao gồm các cải cách và chuẩn bị cho các hoạt động du kích trong trường hợp xâm lược Ukraina, đã bị vứt bỏ.
Khi Đức xâm chiếm Liên Xô vào tháng 6 năm 1941, Hồng quân không có khả năng thực hiện chiến tranh hiện đại và không chuẩn bị đối mặt với kẻ thù sử dụng nghệ thuật quân sự mà Yakir và các nhà sáng tạo khác của Liên Xô rất quen thuộc. Liên Xô bị thất bại khủng khiếp và tổn thất lớn về con người và lãnh thổ trước khi được khắc phục nhờ các phương pháp và chiến thuật hiện đại. Các học trò của Yakir sống sót sau cuộc đại thanh trừng đã sử dụng những kinh nghiệm mà họ đã đạt được dưới thời Yakir để đóng góp quan trọng vào chiến thắng của Liên Xô đối với Đức. Trong số đó có Tổng Tham mưu trưởng Hồng quân Aleksey Antonov, Tư lệnh phương diện quân Andrey Yeryomenko và Ivan Chernyakhovsky, và chỉ huy tập đoàn quân Aleksandr Gorbatov.
Trong thời gian Nikita Khrushchev cầm quyền, Yakir được phục hồi danh dự vào ngày 31 tháng 1 năm 1957.